# みみたこ〜職業別よく聞かれる質問バラエティ〜
『みみたこ〜職業別よく聞かれる質問バラエティ〜』（みみたこ〜しょくぎょうべつよくきかれるしつもんバラエティ～）は、フジテレビ系列で深夜枠にて放送されていた特別番組である。通称『みみたこ』。

## 出演者

### MC
- 田村淳（ロンドンブーツ1号2号）

## ネット局

### 第1回
| 放送対象地域   | 放送局              | 系列           | 放送日時                    | 遅れ日数  |
| -------------- | ------------------- | -------------- | --------------------------- | --------- |
| 関東広域圏     | フジテレビ（CX）    | フジテレビ系列 | 2011年5月28日 26:05 - 27:35 | 制作局    |
| 岡山県・香川県 | 岡山放送（OHK）     | フジテレビ系列 | 2011年7月17日 24:25 - 25:55 | 50日遅れ  |
| 中京広域圏     | 東海テレビ（THK）   | フジテレビ系列 | 2011年8月5日 25:25 - 26:55  | 69日遅れ  |
| 福岡県         | テレビ西日本（TNC） | フジテレビ系列 | 2011年9月3日 13:00 - 14:30  | 98日遅れ  |
| 長野県         | 長野放送（NBS）     | フジテレビ系列 | 2011年9月18日 24:50 - 26:20 | 113日遅れ |
| 福井県         | 福井テレビ（FTB）   | フジテレビ系列 | 2012年4月8日 24:50 - 26:15  | 203日遅れ |

### 第2回
| 放送対象地域   | 放送局                    | 系列           | 放送日時                     | 遅れ日数   |
| -------------- | ------------------------- | -------------- | ---------------------------- | ---------- |
| 関東広域圏     | フジテレビ（CX）          | フジテレビ系列 | 2011年9月29日 24:35 - 26:05  | 制作局     |
| 宮城県         | 仙台放送（OX）            | フジテレビ系列 | 2011年9月29日 24:35 - 26:05  | 同時ネット |
| 福井県         | 福井テレビ（FTB）         | フジテレビ系列 | 2011年10月19日 24:40 - 26:10 | 20日遅れ   |
| 新潟県         | 新潟総合テレビ（NST）     | フジテレビ系列 | 2011年10月23日 25:20 - 26:50 | 24日遅れ   |
| 福岡県         | テレビ西日本（TNC）       | フジテレビ系列 | 2011年12月26日 9:55 - 11:25  | 88日遅れ   |
| 岩手県         | 岩手めんこいテレビ（mit） | フジテレビ系列 | 2012年1月3日 25:35 - 27:05   | 96日遅れ   |
| 広島県         | テレビ新広島（TSS）       | フジテレビ系列 | 2012年2月19日 25:05 - 26:35  | 143日遅れ  |
| 岡山県・香川県 | 岡山放送（OHK）           | フジテレビ系列 | 2012年3月25日 24:55 - 26:25  | 178日遅れ  |

### 第3回
| 放送対象地域   | 放送局                    | 系列                                         | 放送日時                     | 遅れ日数   |
| -------------- | ------------------------- | -------------------------------------------- | ---------------------------- | ---------- |
| 関東広域圏     | フジテレビ（CX）          | フジテレビ系列                               | 2011年12月30日 12:00 - 13:00 | 制作局     |
| 北海道         | 北海道文化放送（uhb）     | フジテレビ系列                               | 2011年12月30日 12:00 - 13:00 | 同時ネット |
| 岩手県         | 岩手めんこいテレビ（mit） | フジテレビ系列                               | 2011年12月30日 12:00 - 13:00 | 同時ネット |
| 宮城県         | 仙台放送（OX）            | フジテレビ系列                               | 2011年12月30日 12:00 - 13:00 | 同時ネット |
| 秋田県         | 秋田テレビ（AKT）         | フジテレビ系列                               | 2011年12月30日 12:00 - 13:00 | 同時ネット |
| 山形県         | さくらんぼテレビ（SAY）   | フジテレビ系列                               | 2011年12月30日 12:00 - 13:00 | 同時ネット |
| 福島県         | 福島テレビ（FTV）         | フジテレビ系列                               | 2011年12月30日 12:00 - 13:00 | 同時ネット |
| 新潟県         | 新潟総合テレビ（NST）     | フジテレビ系列                               | 2011年12月30日 12:00 - 13:00 | 同時ネット |
| 長野県         | 長野放送（NBS）           | フジテレビ系列                               | 2011年12月30日 12:00 - 13:00 | 同時ネット |
| 静岡県         | テレビ静岡（SUT）         | フジテレビ系列                               | 2011年12月30日 12:00 - 13:00 | 同時ネット |
| 富山県         | 富山テレビ（BBT）         | フジテレビ系列                               | 2011年12月30日 12:00 - 13:00 | 同時ネット |
| 石川県         | 石川テレビ（ITC）         | フジテレビ系列                               | 2011年12月30日 12:00 - 13:00 | 同時ネット |
| 福井県         | 福井テレビ（FTB）         | フジテレビ系列                               | 2011年12月30日 12:00 - 13:00 | 同時ネット |
| 中京広域圏     | 東海テレビ（THK）         | フジテレビ系列                               | 2011年12月30日 12:00 - 13:00 | 同時ネット |
| 近畿広域圏     | 関西テレビ（KTV）         | フジテレビ系列                               | 2011年12月30日 12:00 - 13:00 | 同時ネット |
| 島根県・鳥取県 | 山陰中央テレビ（TSK）     | フジテレビ系列                               | 2011年12月30日 12:00 - 13:00 | 同時ネット |
| 岡山県・香川県 | 岡山放送（OHK）           | フジテレビ系列                               | 2011年12月30日 12:00 - 13:00 | 同時ネット |
| 広島県         | テレビ新広島（TSS）       | フジテレビ系列                               | 2011年12月30日 12:00 - 13:00 | 同時ネット |
| 愛媛県         | テレビ愛媛（EBC）         | フジテレビ系列                               | 2011年12月30日 12:00 - 13:00 | 同時ネット |
| 高知県         | 高知さんさんテレビ（KSS） | フジテレビ系列                               | 2011年12月30日 12:00 - 13:00 | 同時ネット |
| 福岡県         | テレビ西日本（TNC）       | フジテレビ系列                               | 2011年12月30日 12:00 - 13:00 | 同時ネット |
| 佐賀県         | サガテレビ（STS）         | フジテレビ系列                               | 2011年12月30日 12:00 - 13:00 | 同時ネット |
| 長崎県         | テレビ長崎（KTN）         | フジテレビ系列                               | 2011年12月30日 12:00 - 13:00 | 同時ネット |
| 熊本県         | テレビ熊本（TKU）         | フジテレビ系列                               | 2011年12月30日 12:00 - 13:00 | 同時ネット |
| 大分県         | テレビ大分（TOS）         | フジテレビ系列 日本テレビ系列                | 2011年12月30日 12:00 - 13:00 | 同時ネット |
| 宮崎県         | テレビ宮崎（UMK）         | フジテレビ系列 日本テレビ系列 テレビ朝日系列 | 2011年12月30日 12:00 - 13:00 | 同時ネット |
| 鹿児島県       | 鹿児島テレビ（KTS）       | フジテレビ系列                               | 2011年12月30日 12:00 - 13:00 | 同時ネット |
| 沖縄県         | 沖縄テレビ（OTV）         | フジテレビ系列                               | 2011年12月30日 12:00 - 13:00 | 同時ネット |
| 山口県         | テレビ山口（tys）         | TBS系列                                      | 2012年6月24日 14:54 - 15:54  | 177日遅れ  |

### 第4回
| 放送対象地域   | 放送局                    | 系列                                         | 放送日時                    | 遅れ日数   |
| -------------- | ------------------------- | -------------------------------------------- | --------------------------- | ---------- |
| 関東広域圏     | フジテレビ（CX）          | フジテレビ系列                               | 2012年4月11日 19:00 - 20:54 | 制作局     |
| 北海道         | 北海道文化放送（uhb）     | フジテレビ系列                               | 2012年4月11日 19:00 - 20:54 | 同時ネット |
| 岩手県         | 岩手めんこいテレビ（mit） | フジテレビ系列                               | 2012年4月11日 19:00 - 20:54 | 同時ネット |
| 宮城県         | 仙台放送（OX）            | フジテレビ系列                               | 2012年4月11日 19:00 - 20:54 | 同時ネット |
| 秋田県         | 秋田テレビ（AKT）         | フジテレビ系列                               | 2012年4月11日 19:00 - 20:54 | 同時ネット |
| 山形県         | さくらんぼテレビ（SAY）   | フジテレビ系列                               | 2012年4月11日 19:00 - 20:54 | 同時ネット |
| 福島県         | 福島テレビ（FTV）         | フジテレビ系列                               | 2012年4月11日 19:00 - 20:54 | 同時ネット |
| 新潟県         | 新潟総合テレビ（NST）     | フジテレビ系列                               | 2012年4月11日 19:00 - 20:54 | 同時ネット |
| 長野県         | 長野放送（NBS）           | フジテレビ系列                               | 2012年4月11日 19:00 - 20:54 | 同時ネット |
| 静岡県         | テレビ静岡（SUT）         | フジテレビ系列                               | 2012年4月11日 19:00 - 20:54 | 同時ネット |
| 富山県         | 富山テレビ（BBT）         | フジテレビ系列                               | 2012年4月11日 19:00 - 20:54 | 同時ネット |
| 石川県         | 石川テレビ（ITC）         | フジテレビ系列                               | 2012年4月11日 19:00 - 20:54 | 同時ネット |
| 福井県         | 福井テレビ（FTB）         | フジテレビ系列                               | 2012年4月11日 19:00 - 20:54 | 同時ネット |
| 中京広域圏     | 東海テレビ（THK）         | フジテレビ系列                               | 2012年4月11日 19:00 - 20:54 | 同時ネット |
| 近畿広域圏     | 関西テレビ（KTV）         | フジテレビ系列                               | 2012年4月11日 19:00 - 20:54 | 同時ネット |
| 島根県・鳥取県 | 山陰中央テレビ（TSK）     | フジテレビ系列                               | 2012年4月11日 19:00 - 20:54 | 同時ネット |
| 岡山県・香川県 | 岡山放送（OHK）           | フジテレビ系列                               | 2012年4月11日 19:00 - 20:54 | 同時ネット |
| 広島県         | テレビ新広島（TSS）       | フジテレビ系列                               | 2012年4月11日 19:00 - 20:54 | 同時ネット |
| 愛媛県         | テレビ愛媛（EBC）         | フジテレビ系列                               | 2012年4月11日 19:00 - 20:54 | 同時ネット |
| 高知県         | 高知さんさんテレビ（KSS） | フジテレビ系列                               | 2012年4月11日 19:00 - 20:54 | 同時ネット |
| 福岡県         | テレビ西日本（TNC）       | フジテレビ系列                               | 2012年4月11日 19:00 - 20:54 | 同時ネット |
| 佐賀県         | サガテレビ（STS）         | フジテレビ系列                               | 2012年4月11日 19:00 - 20:54 | 同時ネット |
| 長崎県         | テレビ長崎（KTN）         | フジテレビ系列                               | 2012年4月11日 19:00 - 20:54 | 同時ネット |
| 熊本県         | テレビ熊本（TKU）         | フジテレビ系列                               | 2012年4月11日 19:00 - 20:54 | 同時ネット |
| 宮崎県         | テレビ宮崎（UMK）         | フジテレビ系列 日本テレビ系列 テレビ朝日系列 | 2012年4月11日 19:00 - 20:54 | 同時ネット |
| 鹿児島県       | 鹿児島テレビ（KTS）       | フジテレビ系列                               | 2012年4月11日 19:00 - 20:54 | 同時ネット |
| 沖縄県         | 沖縄テレビ（OTV）         | フジテレビ系列                               | 2012年4月11日 19:00 - 20:54 | 同時ネット |
| 青森県         | 青森テレビ（ATV）         | TBS系列                                      | 2012年5月13日 15:00 - 16:54 | 32日遅れ   |

## スタッフ
第4回（2012年4月11日放送分）
- 編成企画：塩原充顕（フジテレビ）
- ナレーション：松元真一郎（フジテレビアナウンサー）
- 構成：加藤正人、キンダイチ、笹川勇、遠藤英明、野地努
- 美術プロデューサー：木村文洋
- デザイン：野口陽介
- 美術進行：村瀬大
- 大道具製作：卜部徹夫
- 大道具操作：酒井孝一
- アクリル装飾：松本健
- 装飾：高田修司
- 電飾：森智
- マルチ：伊藤拓也
- メイク：佐藤恭子
- TD：大嶋徹
- CAM：八柄哲、村野哲也
- VE：佐藤光、岡部奈穂子
- AUD：村脇昭一、西村健作
- PA：野口貴之
- 照明：安藤雅夫（FLT）
- 編集：田口智樹
- MA：鈴木久美子、土屋信
- 音効：高田智彰
- TK：瀬戸口節子
- リサーチ：スコープ
- 美術協力：フジアール
- 技術協力：共同テレビジョン、IMAGICA、CAMIX、BABY SOUND LUCK
- AD：高橋里沙、平澤祥多、駒嶺安里沙、上木原絵里香
- AP：木内美歩
- デスク：伊東裕美
- ディレクター：高橋行広、石武士、松延由子、伊藤嘉彦
- 演出：伊藤渉、池田浩士、逸見忠利
- プロデューサー：石川陽、秋葉英行
- 制作協力：NEXTEP
- 制作著作：フジテレビ